# Paloma San Basilio
Paloma Cecilia San Basilio Martínez (Madrid, 22 novembre 1950) è una cantante spagnola.

## Biografia
Ha lavorato nella prima versione del musical di Andrew Lloyd Webber Evita al Teatro Monumental a Madrid. Lo show si è poi trasferito a Barcellona e in alcune città del Sudamerica.
Ha rappresentato al Spagna all'Eurovision Song Contest 1985 a Göteborg, Svezia, con La fiesta terminó, classificandosi quattordicesima. Ha lavorato in altri musical come Man of La Mancha, My Fair Lady e Victor/Victoria.
Ha lavorato anche in coppia con Plácido Domingo, famosi il loro duetto in Soledad di Emilio Jose.
Nel 2009 ha duettato con Iva Zanicchi nel brano Regine di primavera, contenuto nell'album Colori d'amore della cantante italiana.

## Discografia
- Sombras (1975)
- Dónde vas (1977)
- En Directo (En vivo) (1978)
- Beso a beso... dulcemente (1978)
- Evita (musical) (1980)
- Ahora (1981)
- Dama (1983)
- Paloma (1984)
- En vivo(1985)
- La Fiesta Terminó(1985)
- Las Leandras(1985)
- La Cenicienta del Palace (1985)
- Vuela Alto (1986)
- Grande (1987)
- Vida(1988)
- La Sinfonía en Tres Tiempos de América (con Quilapayún) (1988)
- Quiéreme Siempre (1990)
- Nadie como Tú (1990)
- De Mil Amores (1991) (per il mercato americano)
- Por Fin Juntos: Paloma y Plácido (con Plácido Domingo) (1991)
- Paloma Mediterránea (1992)
- Al Este del Edén (1994)
- Como un Sueño (1995)
- Clásicamente Tuya (1997)
- El Hombre de La Mancha (1997)
- Perlas (1999)
- Escorpio (2001)
- My Fair Lady (2001)
- Eternamente: Grandes Éxitos de Grandes Musicales (2002)
- La música es mi vida (2003)
- Víctor Victoria (musical) (2005)
- Diva (recopilatorio) (2006)
- Invierno Sur (2006)
- Encantados (2008)
- Amolap (2012)

## Renterpretazioni di canzoni italiane
- Paloma San Basilio ha reinterpretato un grande successo di Giuni Russo: Un'estate al mare. Il titolo della versione spagnola è "Unas vacaciones".
- Un altro grande successo lo ha ottenuto interpretando in versione spagnola il brano Aspettami ogni sera cantato da Flavia Fortunato al Festival di Sanremo 1984. Il titolo in spagnolo è: Porque me abandonaste.
- Paloma ha altresì interpretato altre canzoni italiane in lingua spagnola. Tra le più belle: L'Immenso e La Farfalla, entrambe scritte da Amedeo Minghi e cantate da Mietta.
- Tra le più popolari: L'Aria del sabato sera di Loretta Goggi.
- Tra le meno note: Mi manchi tu, interpretata nel 1987 da Dori Ghezzi.